# Cailliea tenuifolia
Cailliea tenuifolia là một loài thực vật có hoa trong họ Đậu. Loài này được (Benth.) J.F. Macbr. mô tả khoa học đầu tiên năm 1919.